# Ceuthosira aesculicarpa
Ceuthosira aesculicarpa är en svampart som beskrevs av Petr. 1924. Ceuthosira aesculicarpa ingår i släktet Ceuthosira, divisionen sporsäcksvampar och riket svampar.   Inga underarter finns listade i Catalogue of Life.